# Дамаскини
Дамаскини — компілятивні релігійно-дидактичні пам'ятки болгарської писемності (XVII—XVIII ст.), названі за іменем грецького проповідника Дамаскина Студита (XVI ст.)
Автор, що походить із Солуня, здобув славу серед греків, болгар, сербів і навіть русинів під час проповідей майже на всі свята року, для величезних мас простих людей. Дамаскин Студит викладав доступною та простою мовою, не уникаючи порівнянь із повсякденним життям, часто забарвлював поучання притчею чи апокрифом, а іноді доповнював інформацією з філософії, історії та астрономії.
Дамаскинарії, тобто перекладачі, ченці, вчителі: вчитель Недялко (XVII ст.), Йосип Брадати, панотець Тодор Врачанський, Нікола Петков (XVIII ст.), Тодор Пірдопський (перша половина XIX ст.) та ін.